# 知里幸恵
知里 幸恵（ちり ゆきえ、旧字体：知里 幸惠、1903年〈明治36年〉1月15日〈戸籍上：6月8日〉 - 1922年〈大正11年〉9月18日）は、北海道幌別郡登別村（現：登別市登別本町2丁目）出身のアイヌ女性。19年という短い生涯ではあったが、その著書『アイヌ神謡集』の出版が、絶滅の危機に追い込まれていたアイヌ伝統文化の復権復活へ重大な転機をもたらしたことで知られる。

## 概要
生誕100年を迎える2003年頃から、マスコミや各地のセミナー等でその再評価の声が高まり、また幸恵への感謝から「知里幸恵」記念館の建設運動が活発化した。2008年10月には、NHKの『その時歴史が動いた』で幸恵が詳細に取り上げられ、インターネット書店「アマゾン」の「本のベストセラー」トップ10に『アイヌ神謡集』が入った。『アイヌ神謡集』は、英語・フランス語・ロシア語・エスペラントにも翻訳されており、2006年1月には、フランス人作家ル・クレジオが、そのフランス語版（ガリマール社）の出版報告に幸恵の墓を訪れている。
末弟に言語学者で東京大学を卒業後アイヌ初の北海道大学教授となった知里真志保がおり、幸恵の『アイヌ神謡集』の出版以降、大正末期から昭和にかけて、新聞・雑誌などはこの姉弟を世俗的表現ながらも「アイヌの天才姉弟」と評した。長弟の知里高央（たかなか）も、教師をつとめながらアイヌ語の語彙研究に従事した。

## 生涯

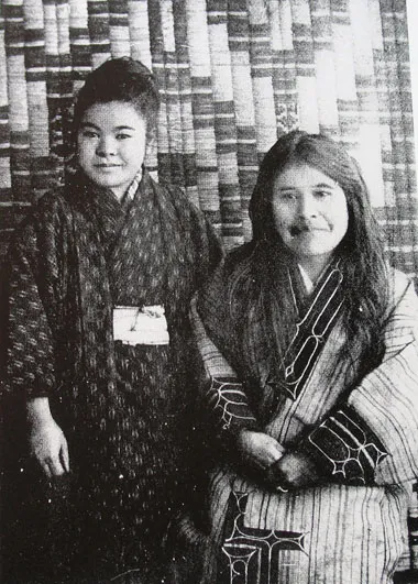
知里幸恵（左）と金成マツ（右）

1903年（明治36年）1月15日、知里高吉（たかきち）・ナミの第一子・長女として、北海道幌別郡幌別村（現：登別市幌別）の母・ナミの実家で誕生。戸籍上の誕生日は、6月8日である。
同郡登別村ヌプㇽペッ（登別川沿い、現：登別市登別本町2丁目）の実家で4歳まで育ち、長弟の高央が生まれた1907年（明治40年）には母方祖母のモナㇱノウㇰ（和名：金成茂奈之）と岡志別で過ごす。末弟の真志保が生まれた1909年（明治42年）の秋、近文コタン（現：旭川市内）の伯母・金成マツのもとに引き取られて、モナㇱノウㇰと身を寄せる。旭川の尋常小学校に通学し、最初は和人の子どもと同じ学校だったが、アイヌのみの学校設置がされて、学業優等でアイヌの尋常小学校を卒業。
旭川で実業学校（旭川区立女子職業学校）に進学。アイヌ語も日本語も堪能で、アイヌの子女で初めて北海道庁立の女学校に受験するが不合格になった。『優秀なのになぜ』『クリスチャンだから不合格となったのでは』という噂が町中に飛び交った。祖母・モナㇱノウㇰはアイヌ口承の叙事詩“カムイユカラ”の謡い手ユーカラクルであった。カムイユカラは、文字を持たなかったアイヌにとって、その価値観・道徳観・伝統文化等を子孫に継承していく上で重要なものであり、幸恵はこのカムイユカラを身近に聞くことができる環境で育った。
幸恵の生まれた頃は、ロシアによる領土侵略を防ぐため、明治政府が北海道を開拓し始めてから30年以上がたっていた。この幸恵の家を言語学者の金田一京助が訪れたのは、幸恵が15歳の時であった。金田一の目的はアイヌの伝統文化を記録することであった。幸恵は、金田一が幸恵の祖母たちからアイヌ伝統のカムイユカラを熱心に聞き記録に取る姿を見て、金田一のアイヌ伝統文化への尊敬の念、カムイユカラ研究への熱意を感じた。幸恵はカムイユカラをアイヌ語から日本語に翻訳する作業を始めた。やがて、カムイユカラを「文字」にして後世に残そうという金田一からの要請を受けて1922年（大正11年）5月11日、幸恵は室蘭から連絡船で一晩をかけて青森を経て、丸一日かけて東京・上野駅に到着し、本郷区の金田一宅に身を寄せて勉強しながら、『アイヌ神謡集』の翻訳・編集・推敲作業の日々が始まった。
金田一が大学や中学校へ講義に出かけている間に、幸恵は与えられた机で熱心に勉強をした。『アイヌ神謡集』の手直しや、金田一に教わった英語の復習をしていた。さらにアイヌ語を研究する金田一の手助けのため、文法を勉強してアイヌ語を学問的に整理する作業も行った。
夜には、幸恵と金田一は机をはさんで勉強をした。幸恵は金田一から英語を学び、金田一は幸恵からアイヌ語を学んだ。他にも幸恵は、ジョン・バチェラーが記した『アイヌ・英・和三対辞典』の誤りを正すなど、金田一の研究に大きく貢献した。しかし、幸恵の体調は日増しに悪化し、動悸がひどくなることも多いなか、『アイヌ神謡集』を完成させなくてはと、休む間もなく作業を進め、ついに『アイヌ神謡集』を完成させた。アイヌだと名乗って女性向けの教養雑誌『女学世界』に寄稿すれば、世間の人に見下げられると、『アイヌ神謡集』の担当編集者が心配したがそれを聞いた幸恵は、「シサムになれば何だ。アイヌだからそれで人間ではないという事もない。同じ人ではないか。私はアイヌであったことを喜ぶ。」と日記に記した。その際、のちに必要になるかもしれないと、金田一宅の庭先で下記の幸恵の写真を撮影をした。幸恵は勉強の合間に金田一の家族と共に、東京見物に出かけることもあった。東京の街を楽しみながらも、幸恵は心臓の不調を感じていた。

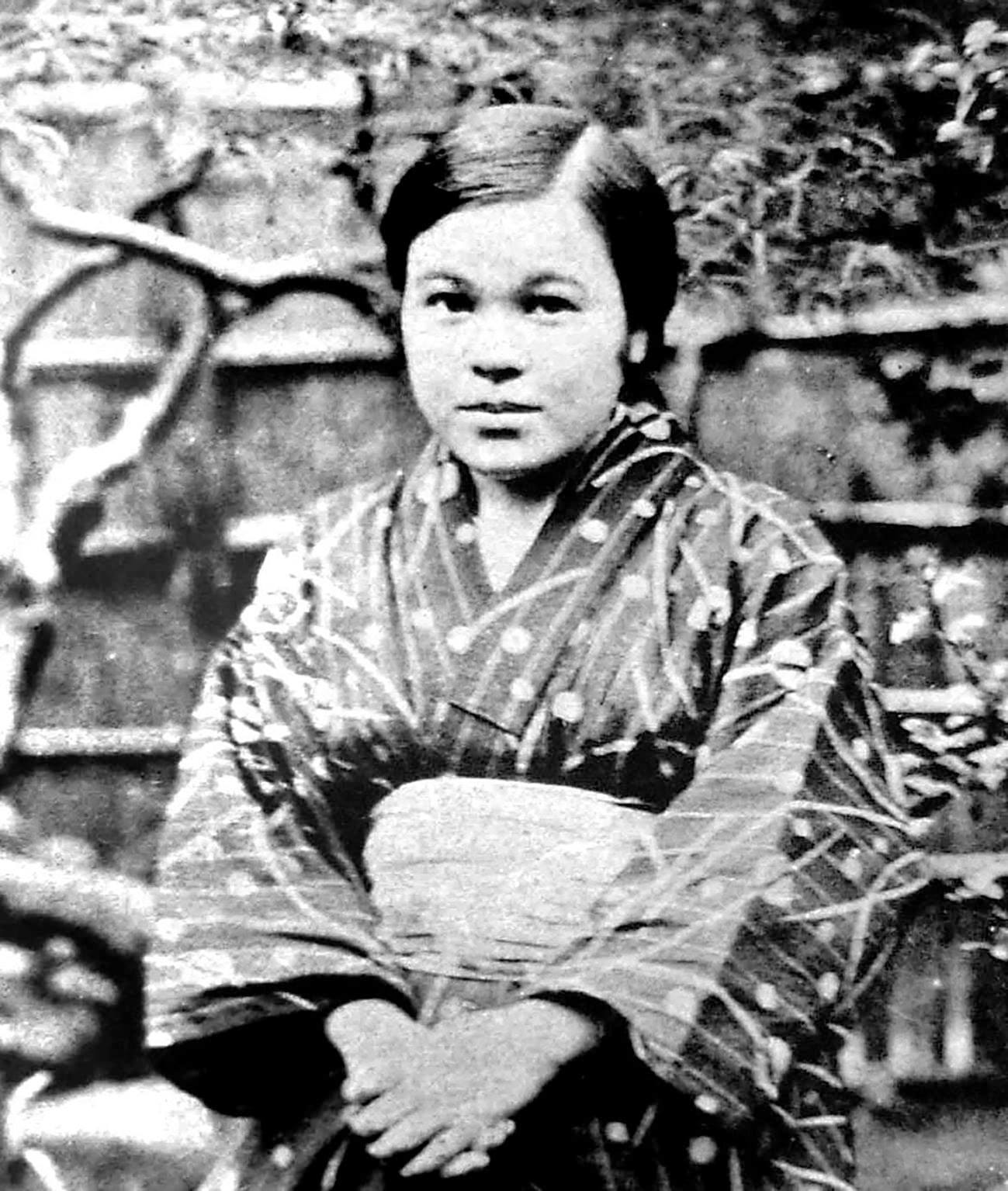
知里幸恵。この写真は、『アイヌ神謡集』の編集を終えた直後で、彼女が死去する2ヶ月前の1922年（大正11年）7月に滞在先の東京市本郷区・金田一京助の自宅庭で撮影された。

幸恵は重度の心臓病を患っていたが当時は慢性の気管支カタルと診断され、金田一に体調を伝えて大学病院で薬をもらい、しばらくの間は安静にした。体調が回復していき、脈拍が落ち着いてきた。8月30日早朝に心臓発作が起きたが、幸いにも5分程で治った。その後、『アイヌ神謡集』は9月18日に最終校正を終えた。しかしその日の夜、再び心臓発作が起こり、僧帽弁狭窄症のため金田一宅で死去した。19歳没。
幸恵が完成させた『アイヌ神謡集』は翌1923年（大正12年）8月10日に、柳田國男の編集による『炉辺叢書』の一冊として、郷土研究社から出版された。

## 時代背景
明治時代以前、アイヌ民族は農業・狩猟・漁業で、自然と共存した平和で穏やかな生活を享受してきた、とされる。川でとったサケなど“アイヌの特産物”で、北は、樺太を通じてロシアと、東は、千島列島を通ってカムチャツカ半島の先住民イテリメン人と、広範囲に交易も行っていた。アイヌ民族は文字を持たない民族ながら、樺太・北海道・千島列島を中心に一大文化圏を築いていた。
明治政府は、ロシアの領土拡張（南下）の脅威だけでなく鉱物資源なども求めて、本格的に日本人（軍人・開拓民）を北海道に進出させて、日本の領土拡張を積極的に行った。このことが、アイヌ人の平和で穏やかな生活を一変させた。
19世紀から20世紀前半に植民による領土拡大を目指す列強の国々が、しばしば対象地域（アメリカ、カナダ、オーストラリア、極東ロシア）で自国本土出身住民の増加や浸透強化の際に先住民族に対してとった政策、すなわち、先住民の“自然消滅”という手法を、明治政府も強力に実行に移していった。
明治政府は、1899年（明治32年）に制定した『北海道旧土人保護法』（土人とは土着民の意であり、新たに北海道に移住した人と区別するために元々の住民を旧土人と呼んだ）により、アイヌ人保護を行った。しかし、この事は口実であって、日本人に同化させること、すなわちアイヌ民族の“自然消滅”を進めたと解釈する者もある。この法律に記されている内容は、農業に従事したいアイヌに対する土地の無償附与、貧困者への農具の給付や薬価の給付、貧困者の子弟への授業料の給付等である。
これにより、アイヌ民族の生活は、明治時代以前の平和でおだやかな生活から一変して悲惨のものへと変わった。とりわけ、アイヌの人々にとって、外からやって来た「明治政府」に土地を没収され、その没収された土地が、外からやって来た「開拓民」に安価で払い下げられる様子は、精神的にアイヌの人々を絶望させた。
明治政府に土地や漁業権・狩猟権など「生活基盤」を政策的に収奪されたことで、アイヌ人は経済的にとどめを刺され極貧へと追い込まれた。当時、「座して死を待つばかり」とまで形容されたアイヌ民族、アイヌ伝統文化は消滅の危機に瀕していた。

## 後世への影響
明治時代に入り絶滅の危機に瀕していたアイヌ文化とアイヌ民族に自信と光を与え、重大な復権・復活の転機となった幸恵の『アイヌ神謡集』の出版は、当時の新聞にも大きく取り上げられ、多くの人が知里幸恵を、そしてアイヌの伝統・文化・言語・風習を知ることとなった。また幸恵が以前、金田一京助から諭され目覚めたように多くのアイヌ人に自信と誇りを与えた。幸恵の弟、知里真志保は言語学・アイヌ語学の分野で業績を上げ、アイヌ人初の北海道大学教授となった。歌人として活躍したアイヌ人、森竹竹市・違星北斗らも知里真志保と同様、公にアイヌ人の社会的地位向上を訴えるようになった。幸恵はまさに事態を改善する重要なきっかけをもたらした。
幸恵の『アイヌ神謡集』により、アイヌ人にとって身近な“動物の神々”が、アイヌ人の日々の幸せを願って物語るカムイユカラが文字として遂に後世に残された。文字を持たないアイヌ民族にとって画期的な業績であった。かつて幸恵が祖母から謡ってもらったように、母親が読み聞かせ子供が容易に理解できる程に平易な文章でつづられた13編からなる物語。アイヌ語から日本語に翻訳されたその文章には、幸恵のアイヌ語・日本語双方を深く自在に操る非凡な才能が遺憾なく発揮されている。また、文字を持たないアイヌ語の原文を、日本人が誰でも気軽に口にだして読めるようにその音をローマ字で表し、日本語訳と併記している。
1990年（平成2年）6月には、知里幸恵記念文学碑が、幸恵が伯母の金成マツ、祖母のモナシノウクとともに過ごした旭川・チカプニ（近文）の旭川市立北門中学校の構内に市民の募金により建てられ、毎年、幸恵の戸籍上の誕生日である6月8日にチカプニのアイヌの人々の主催で生誕祭がおこなわれている。生誕地の登別では2000年（平成12年）より毎年、幸恵の命日である9月18日の前の連休ごろに、NPO法人「知里森舎」によって、幸恵や幸恵が命をかけて残した「カムイユカラ」を中心とするアイヌ文化などについて考えるイベントが開かれている。2002年（平成14年）には池澤夏樹が代表となり、記念館の建設募金委員会が発足。募金運動が行われた結果、2010年（平成22年）9月に「知里幸恵 銀のしずく記念館」が開館した。開館に伴い、館長を幸恵の姪・横山むつみが2016年9月の逝去まで就任した。理事長をむつみの夫・横山孝雄が2019年8月の逝去まで就任した。現在は、むつみの長女で幸恵の大姪・木原仁美が3代目館長を務めている。

## 略年表
- 1923年（大正12年） - 『アイヌ神謡集』が出版される[21]。
- 1970年（昭和45年） - 絶版となっていた『アイヌ神謡集』が札幌弘南堂書店により復刻される[22]。
- 1973年（昭和48年） - 藤本英夫による評伝『銀のしずく降る降る』（新潮選書／新版・草風館、1991年）が出版される[22]。
- 1978年（昭和53年） - 『アイヌ神謡集』が岩波文庫で改訂刊行される[22]。
- 1997年（平成9年）7月1日 - アイヌ文化振興法施行。これによって北海道旧土人保護法は廃止された。
- 2006年（平成18年）1月 - 『アイヌ神謡集』のフランス語訳の出版にともに尽力した津島佑子とル・クレジオが幸恵の墓参に訪れた[9]。
- 2008年（平成20年）10月15日 - NHKの『その時歴史が動いた』で幸恵が取り上げられた。
- 2010年（平成22年）3月『知里幸恵ノート』が北海道指定有形文化財に指定された。
- 2010年（平成22年）9月 - 「知里幸恵 銀のしずく記念館」が開館。
- 2022年（令和4年）9月5日 〜 9月26日 -  NHKの『100分de名著』で『アイヌ神謡集』が取り上げられた。
- 2022年（令和4年）9月18日 - 没後100年を迎える。
- 2023年（令和5年）6月8日 - Google 検索 は、当日のロゴの主題に知里幸恵生誕120周年を採用[23]。

## 著作
- 『アイヌ神謡集』郷土研究社〈炉辺叢書〉、1923年8月。
  - 『アイヌ神謡集 炉辺詞曲』（補訂再版）郷土研究社〈炉辺叢書〉、1970年9月。
  - 『アイヌ神謡集 炉辺詞曲』（再補訂版）弘南堂書店、1974年1月。
  - 『アイヌ神謡集』名著出版〈炉辺叢書〉、1976年11月。
  - 『アイヌ神謡集』岩波書店〈岩波文庫〉、1978年8月。ISBN 9784003208014。
  - 『アイヌ神謡集』補訂新版・中川裕解説、岩波文庫、2023年8月。ISBN 9784003208090。
  - 『アイヌ神謡集』知里真志保を語る会、2002年7月。
  - 『注解アイヌ神謡集』北道邦彦編注、北海道出版企画センター、2003年10月。ISBN 9784832803107。
- 北海道教育庁社会教育部文化課編 編『知里幸恵ノート』 昭和56年度、北海道教育委員会〈アイヌ民俗文化財口承文芸シリーズ 1〉、1982年3月。
  - 北海道教育庁社会教育部文化課編 編『知里幸恵ノート』 昭和57年度、北海道教育委員会〈アイヌ民俗文化財口承文芸シリーズ 2〉、1983年3月。
  - 北海道教育庁社会教育部文化課編 編『知里幸恵ノート』 昭和58年度、北海道教育委員会〈アイヌ民俗文化財口承文芸シリーズ 3〉、1984年3月。
  - 北海道教育庁社会教育部文化課編 編『知里幸恵ノート』 昭和59年度、北海道教育委員会〈アイヌ民俗文化財口承文芸シリーズ 4〉、1985年3月。
  - 北海道教育庁社会教育部文化課編 編『知里幸恵ノート』 昭和60年度、北海道教育委員会〈アイヌ民俗文化財口承文芸シリーズ 5〉、1986年3月。
- 『銀のしずく 知里幸恵遺稿』草風館、1984年1月。
  - 『銀のしずく 知里幸恵遺稿』（新装版）草風館、1992年10月。
  - 『銀のしずく 知里幸恵遺稿』草風館、1996年10月。ISBN 9784883230525。
- 『知里幸惠 日記・書簡集』石村博子解説、角川ソフィア文庫、2025年8月。ISBN 9784044008345。
- 北道邦彦編 編『アイヌ神謡集 ノート版』北道邦彦、1999年11月。
  - 北道邦彦編 編『アイヌ神謡集 ノート版』（改訂版）北道邦彦、2000年1月。
- 『おおかみピイトントン！』横山孝雄絵、知里森舎〈知里幸恵のユカラ絵本〉、2003年3月。
- 『銀のしずくランラン…』横山孝雄絵、知里森舎〈知里幸恵のユカラ絵本〉、2003年11月。
- 『きつねのハイクンテレケ』横山孝雄絵、知里森舎〈知里幸恵のユカラ絵本〉、2005年6月。

## 家族・親族
知里姓の由来
1875年（明治8年）頃、幸恵の祖父のチリパ・ハエプトが和名（戸籍名）として「知里 波ヱ登」と名乗り、その一族も知里姓を名乗るようになった。
「チﾘ（チﾙ）」は、アイヌ語で「鳥」を意味し、漢字の当て字で「知里」と名付けられた。

### 知里家
北海道幌別郡登別村（現在の登別市登別本町）
〈 〉は、アイヌ名。
- 祖父・波ヱ登（〈ハエプト〉、1851年 - 1904年、南部藩の和人と、チョマプの息子）
- 祖母・加之（〈カシヌカラ〉、1853年 - 1923年、登山盤里・サンケテクの娘、波ヱ登の妻）
- 伯母・夏（ハツとも、1879年 - 没年不明、波ヱ登・加之の長女、高吉の姉）
- 父・高吉（たかきち、1884年4月15日 - 1961年10月30日、波ヱ登・加之の長男、牧畜業、造園業）
- 叔母・波（1885年 - 没年不明、波ヱ登・加之の二女、高吉の長妹）
  - 同人夫・金成 三郎（金成喜蔵・連の三男、金成太郎の次弟）
- 叔父・浅之助（1893年 - 1944年、波ヱ登・加之の二男、高吉の長弟）
- 叔母・トモ（1896年 - 1897年、波ヱ登・加之の三女、高吉の末妹）
- 叔父・盛一（1900年 - 1900年、波ヱ登・加之の三男、高吉の末弟）
- 母・ナミ（波子とも、〈ノカアンテ〉、1879年6月25日 - 1964年5月30日、金成恵理雄・茂奈之の二女、高吉の妻）
- 長弟・高央（たかなか、1907年4月15日 - 1965年8月25日、高吉・ナミの長男、教師）
  - 同人妻・もと
- 末弟・真志保（1909年 - 1961年、高吉・ナミの二男、アイヌ語の言語学者、北海道大学名誉教授）
  - 同人初妻・文子
  - 同人二人目妻・麻子
  - 同人三人目妻・美枝（1927年 - 2021年、萩中与三治の長女、アイヌ文化研究家）
- 妹・芳枝（高吉・ナミの二女）
- 養姉妹
  - ミサオ（高吉・ナミの養女、和人）
    - 同人夫・佐藤 三次郎（1912年 - 没年不明、佐藤三平の息子）

  - マキ（高吉・ナミの養女、和人）
    - 同人夫・藤原 秀男
- 甥・姪
  - 真希（みどりとも、高央・もとの長女）
  - むつみ（1948年 - 2016年、高央・もとの二女、真希の妹、アイヌ文化伝承者、知里幸恵 銀のしずく記念館の初代館長）
    - 同人後夫・横山 孝雄（1937年 - 2019年、トキワ荘在住者とも交友のあった漫画家、知里幸恵 銀のしずく記念館の初代理事長）

  - ゆかり（真志保と文子の長女）
  - まゆみ（真志保と文子の二女）
  - 昭彦（真志保と文子の長男）
  - 保彦（真志保と文子の二男）
  - いずみ（真志保と文子の三女）

### 金成家
北海道幌別郡幌別村（現在の登別市幌別）
- 祖父・恵理雄（〈ハウェリレ〉、生年不明 - 1886年、ネンパクの息子、ナミの父）
- 祖母・茂奈之（〈モナㇱノウㇰ〉、1848年 - 1931年4月、ラサウの娘、ナミの母）
- 大伯母
  - ナナシ（ネンパクの長女、恵理雄の長姉）
  - シンアイウク（ネンパクの二女、恵理雄の次姉）
  - 連（〈レルラ〉、1845年1月13日 - 1888年10月6日、ネンパクの三女、恵理雄の三姉）
    - 同人夫・喜蔵（〈カンナリキ〉、1824年 - 1912年、金成カハト・刀茂の息子、実業家、愛隣学校の創設者、幌別アイヌの長老）
- 従兄伯父・太郎（〈ペテロ〉、1867年 - 1897年、喜蔵・連の長男、三郎の長兄、教師、アイヌ初の伝道者）
- 伯母/養母・マツ（戸籍名は广知。松、松子とも、〈イメカヌ、イメカノ、イメカナとも〉、1875年 - 1961年、恵理雄・茂奈之の長女、ナミの姉、口承文芸・ユカㇻの伝承者、伝道師）

### その他先祖・親戚
- 高祖母・コトミ（登山盤里・ラサウの母）
- 曽祖父
  - 登山 盤里（〈トウサンパレ、コトミの息子、加之の父）
  - ネンパク〈メンハチとも、恵理雄の父〉
  - ラサウ（コトミの息子、盤里の兄弟、茂奈之の父、幌別アイヌ総本家）
- 曽祖母
  - チョマプ（波ヱ登の母）
  - 登山 サンケテク（盤里の妻、加之の母）
- 義甥・義姪
  - 佐藤 洋子（佐藤三次郎・ミサオの長女）
  - 佐藤 秀三（佐藤三次郎・ミサオの長男）
  - 藤原 かほる（藤原秀男・マキの長女）
  - 藤原 みな子（藤原秀男・マキの二女）
  - 藤原 平也（藤原秀男・マキの長男）
- 大姪・木原 仁美（1974年 - 、むつみ・むつみの前夫の娘、アイヌ文化伝承者、知里幸恵 銀のしずく記念館の3代目館長）